# ГЕС Яртдела
ГЕС Яртдела — гідроелектростанція у південній частині Норвегії, за 110 кілометрів на південний захід від Осло. Переважно використовує ресурс зі сточища річок Ятдела та Skogsaa, правого та лівого витоків Heddøla, яка впадає у озеро Геддалсватн, що входить до Шієнського водозбору, нижня ланка якого Шієнсельва завершується в одній з заток протоки Скагеррак).
Центральний резервуар водозбірної системи станції — сховище Breidvatn — розташоване у сточищі лівої притоки Ятдели, річки Bjordola (до якої дренується так само ліворуч через протоку Vangsai). При цьому ресурс до Breidvatn надходить за допомогою двох дериваційних систем — північної (збирає воду зі сточища Skogsaa) та західної (живиться переважно з Яртдели).
В межах північної системи створено три водосховища:
- Bonsvatn, яке природним шляхом дренується через Bonsai, праву притоку Skogsaa (впадає до останньої на ділянці озера Reisjavatnet). Ця водойма з корисним об'ємом 29,8 млн м3 має припустиме коливання поверхні між позначками 740 та 754 метри НРМ, що відбувається як за рахунок створеного греблею підпору, та і шляхом здреновування нижче за природний рівень, що перебував на позначці 747 метрів НРМ. Окрім власного водозбору, сюди надходить додатковий ресурс з Skogsaa, відібраний на її ділянці під назвою Gausdola (завершується у тільки що згаданому Reisjavatnet) та протранспортований по тунелю довжиною 1,3 км з перетином 6 м2 до озера Baertjonn, яке має протоку до розташованого поруч Bonsvatn;
- Vindsjaen, яке належить до річки Kova (права притока Skogsaa) та має припустиме коливання рівня поверхні між позначками 956 та 971 метр НРМ, чому відповідає корисний об'єм у 58 млн м³ (за останнім показником лише трохи поступається центральному резервуару Breidvatn);
- Kovvatnet, розташоване на Kova нижче за попереднє сховище. Тут рівень змінюється від 859 до 875 метрів НРМ, а корисний об'єм становить 39,2 млн м3.
Від Bonsvatn у південному напрямку до Breidvatn тягнеться тунель довжиною 15,8 км з перетином 12 м2. На своєму шляху від приймає ресурс, відпрацьований малою ГЕС Mydalen (7 МВт), яка живиться через тунель довжиною 2,4 км з перетином 6 м2 із сховища Kovvatnet (куди природним шляхом надходить ресурс з розташованого вище по течії Kova водосховища Vindsjaen). Крім того, північний тунель має поповнення з водозаборів на Kvitai (чергова права притока Skogsaa) та Mydola (права притока Kova).
Західна дериваційна система починається з водозабору на річці Heiåi, яка не належить до сточища Heddøla — це ліва притока Boelva, котра впадає з північного заходу до озера Norsjo (сюди ж, але з півночі, дренується озеро Heddalsvatn, в якому завершується Heddøla). Ресурси сточища Boelva в основному використовуються на ГЕС Sundsbarm, проте з Heiåi існує прокладений на схід тунель довжиною 2 км з перетином 6 м2, який завершується в створеному на Яртделі сховищі Skjesvatn. Ця водойма має припустиме коливання рівня поверхні між позначками 791 та 806 метрів НРМ, чому відповідає корисний об'єм у 45,6 млн м3. Звідси ресурс через тунель довжиною 2,5 км з перетином 6 м2 подається далі на схід до малої ГЕС Bjordalen (3 МВт), розташованої в долині Bjordola. З останньої річки до Breidvatn прямує третя ділянка західної системи — тунель довжиною 3,3 км з перетином 8 м2.
Вода, накопичена у сховищі Breidvatn (коливання рівня поверхні між 723 та 749 метрів НРМ, корисний об'єм 61,4 млн м3), подається у південно-східному напрямку через головний дериваційний тунель довжиною 6,1 км з перетином 17 м2, який на своєму шляху також приймає ресурс з озер Vatnantjonnan та Damtjønn, що лежать на лівих притоках Яртдели, річках Skorvaa та Veslea.
По завершенні тунелю через напірний водовід довжиною 1 км ресурс потрапляє до машинного залу, обладнаного двома турбінами типу Пелтон потужністю по 60 МВт, які при напорі у 555 метрів забезпечують виробництво 0,5 млрд кВт-год електроенергії на рік.
Відпрацьована вода по відвідному тунелю довжиною 0,5 км з перетином 18 м2 потрапляє до Яртдели.